# Ostoja Olsztyńsko-Mirowska
Ostoja Olsztyńsko-Mirowska – specjalny obszar ochrony siedlisk Natura 2000 na Wyżynie Częstochowskiej. Obejmuje obszar o powierzchni 2210,878 ha, ciągnący się od północno-wschodnich obrzeży Częstochowy przez Zieloną Górę, i Góry Towarne w kierunku południowo-wschodnim po Sokole Góry, następnie w kierunku północno-wschodnim po Grzędę Mirowsko-Bobolicką. Obszar ten znajduje się w granicach województwa śląskiego. Charakteryzuje się dużym zalesieniem, zróżnicowaniem krajobrazowym i siedliskowym, występowaniem wapiennych wzgórz (mogotów),  licznych form skałkowych oraz licznych jaskiń i schronisk.
Wzniesienia w obrębie ostoi wykorzystywane były do celów pasterskich, wskutek czego wytworzyły się na nich murawy kserotermiczne, w tym również murawy naskalne z charakterystycznymi dla tego typu siedlisk gatunkami roślin, w tym rzadkich, takich jak skalnica gronkowa, kostrzewa blada, pszonak pannoński i będąca polskim endemitem przytulia krakowska. Wzniesienia, na których występują naturalne lasy bukowe objęte zostały ochroną rezerwatową. Jaskinie są schronieniem i miejscem rozrodu dla licznych nietoperzy. M.in. wstępują takie ich gatunki, jak podkowiec mały, nocek orzęsiony, nocek duży. W kolonii nocka dużego w rezerwacie przyrody Sokole Góry żyje około 750 osobników, i jest to jedna z największych jego kolonii w Polsce. 
Przedmioty ochrony przyrody w specjalnym obszarze ochrony siedlisk Natura 2000 Ostoja Olsztyńsko-Mirowska: 
- ciepłolubne, śródlądowe murawy napiaskowe (Koelerion glaucae),
- wydmy śródlądowe z murawami napiaskowymi,
- murawy kserotermiczne (Festuco-Brometea i ciepłolubne murawy z Asplenion septentrionalis-Festucion pallentis),
- niżowe i górskie świeże łąki użytkowane ekstensywnie (Arrhenatherion elatioris),
- podgórskie i wyżynne rumowiska wapienne ze zbiorowiskami z Stipion calamagrostis,
- wapienne ściany skalne ze zbiorowiskami Potentilletalia caulescentis,
- jaskinie nieudostępnione do zwiedzania,
- kwaśne buczyny (Luzulo-Fagenion),
- żyzne buczyny (Dentario glandulosae-Fagenion, Galio odorati-Fagenion),
- ciepłolubne buczyny storczykowe (Cephalanthero-Fagenion),
- grąd środkowoeuropejski i subkontynentalny (Galio-Carpinetum, Tilio-Carpinetum),
- ciepłolubne dąbrowy (Quercetalia pubescenti-petraeae),
- wyżynny jodłowy bór mieszany (Abietetum polonicum),
- gatunki zwierząt: modraszek telejus (Maculinea teleius),  mopek (Barbastella barbastellus), nocek Bechsteina (Myotis bechsteinii), nocek duży (Myotis myotis), nocek łydkowłosy (Myotis dasycneme), nocek orzęsiony (Myotis emarginatus), podkowiec mały (Rhinolophus hipposideros),
- roślina przytulia krakowska (Galium cracoviense)[3].

Ostoja w całości znajduje się w obrębie Parku Krajobrazowego Orlich Gniazd. Na jej obszarze utworzono 2 rezerwaty przyrody: ”Zielona Góra” i  ”Sokole Góry”. Teren ostoi jest udostępniony turystycznie. Przebiega przez niego droga krajowa nr 46, dwa główne szlaki turystyczne Jury: Szlak Orlich Gniazd, Szlak Warowni Jurajskich i inne szlaki turystyki pieszej i rowerowej. W kluczowych miejscach są parkingi, miejsca biwakowe i tablice informacyjne. Liczne skały wapienne są udostępnione do wspinaczki skalnej. W granicach ostoi znajdują się Zamek w Olsztynie, Zamek w Mirowie i Zamek w Bobolicach.

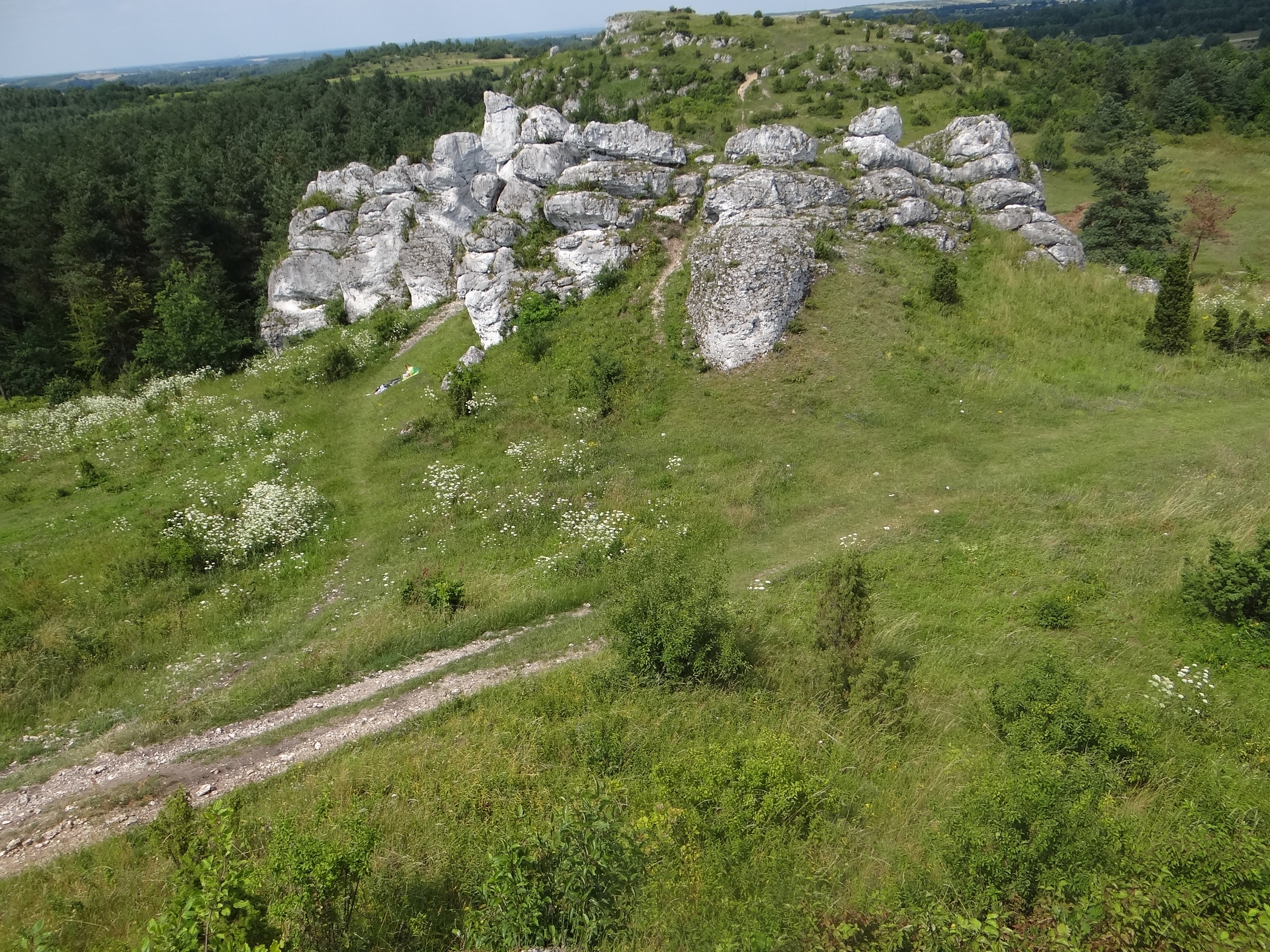
Góry Towarne
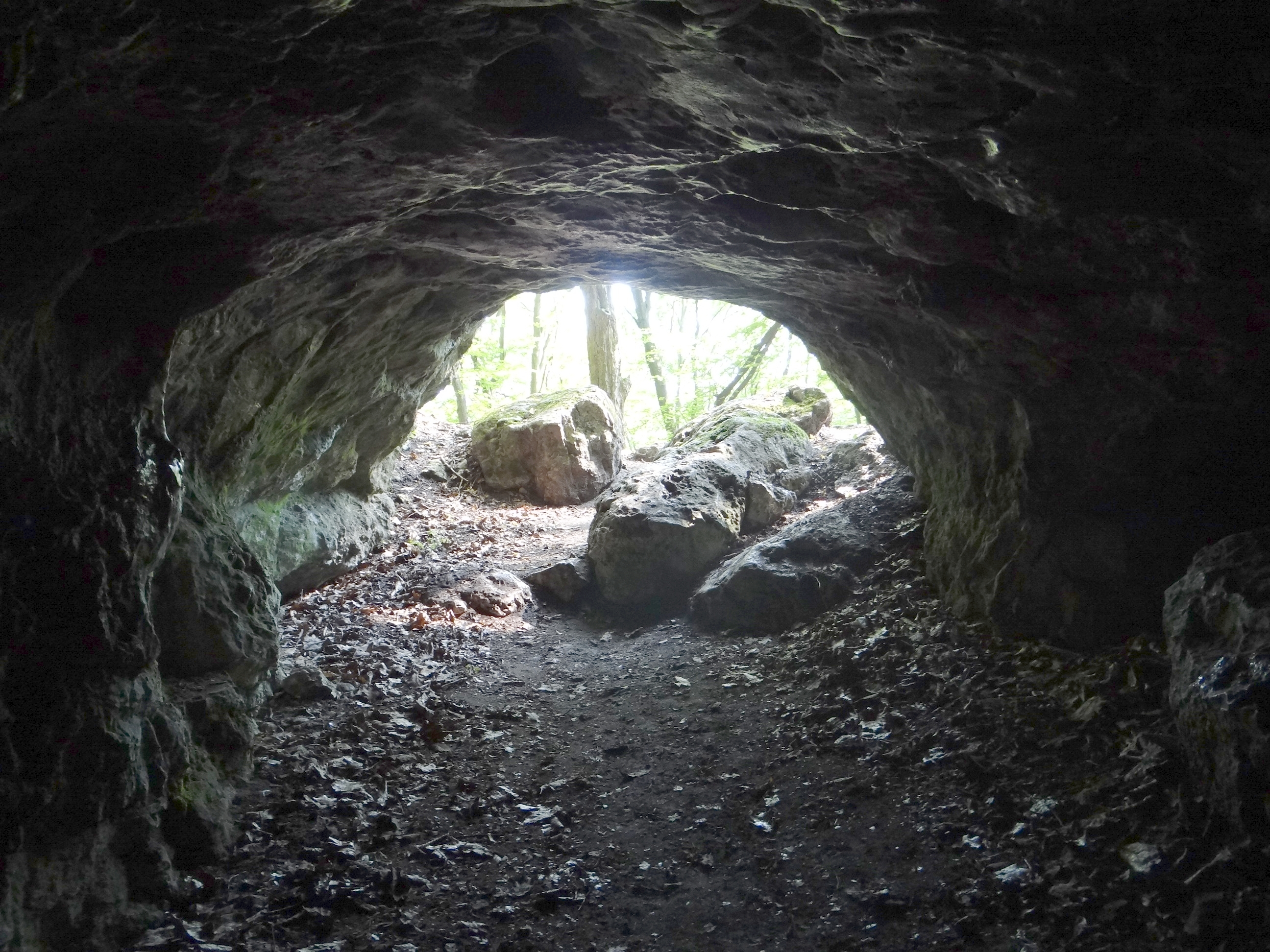
Jaskinia w Zielonej Górze
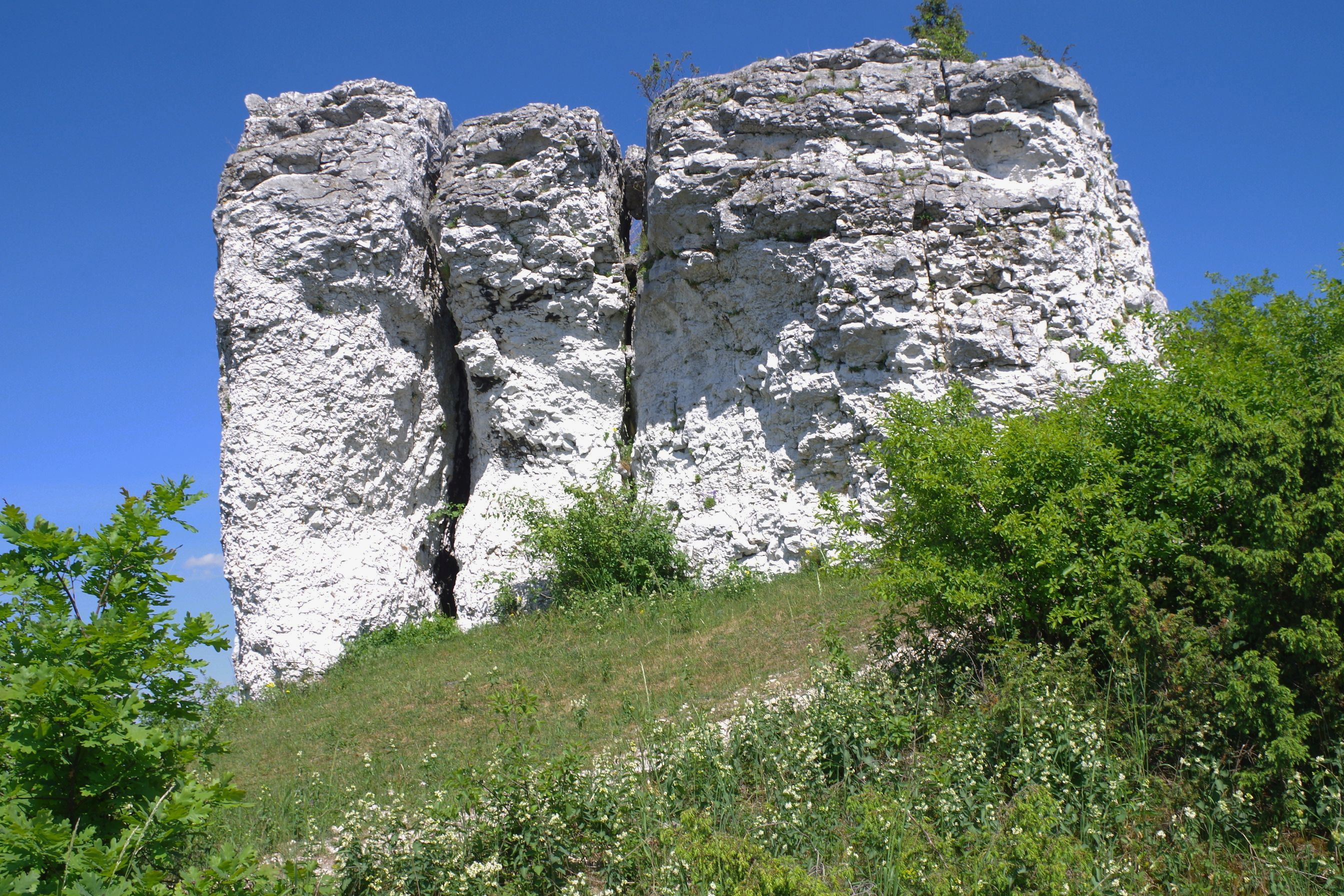
Grzybki na Lipówkach
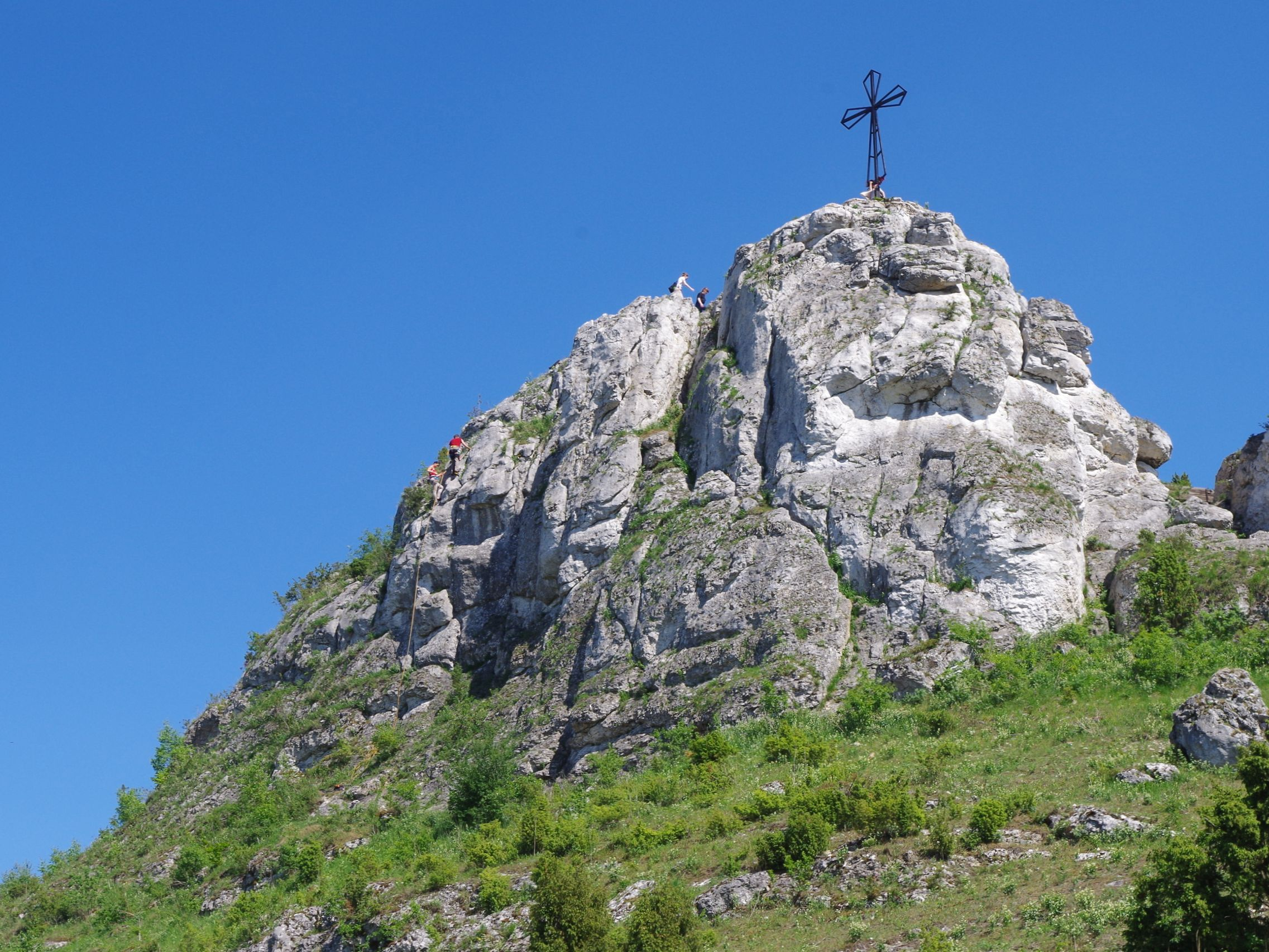
Biakło
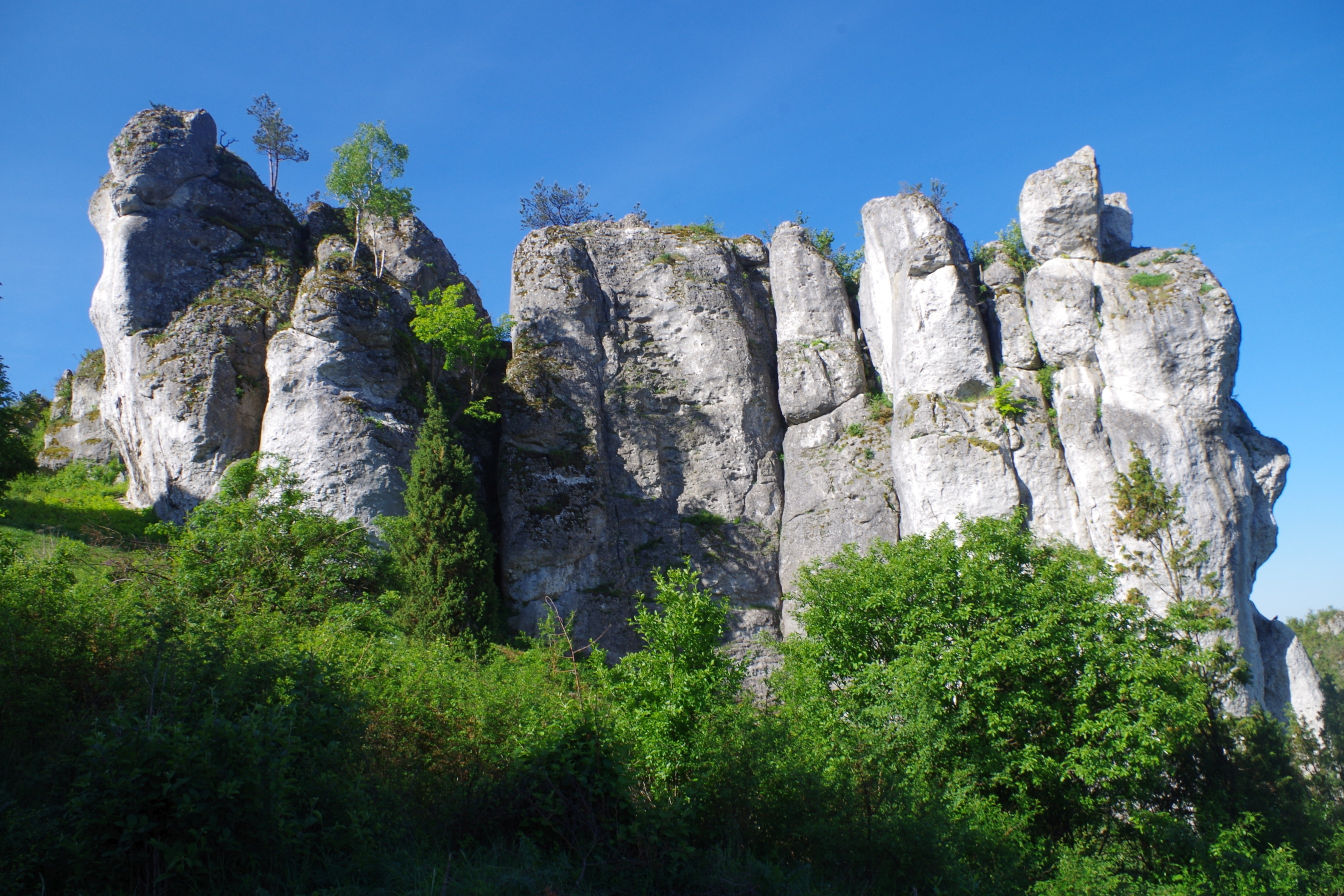
Grupa Turni Kukuczki
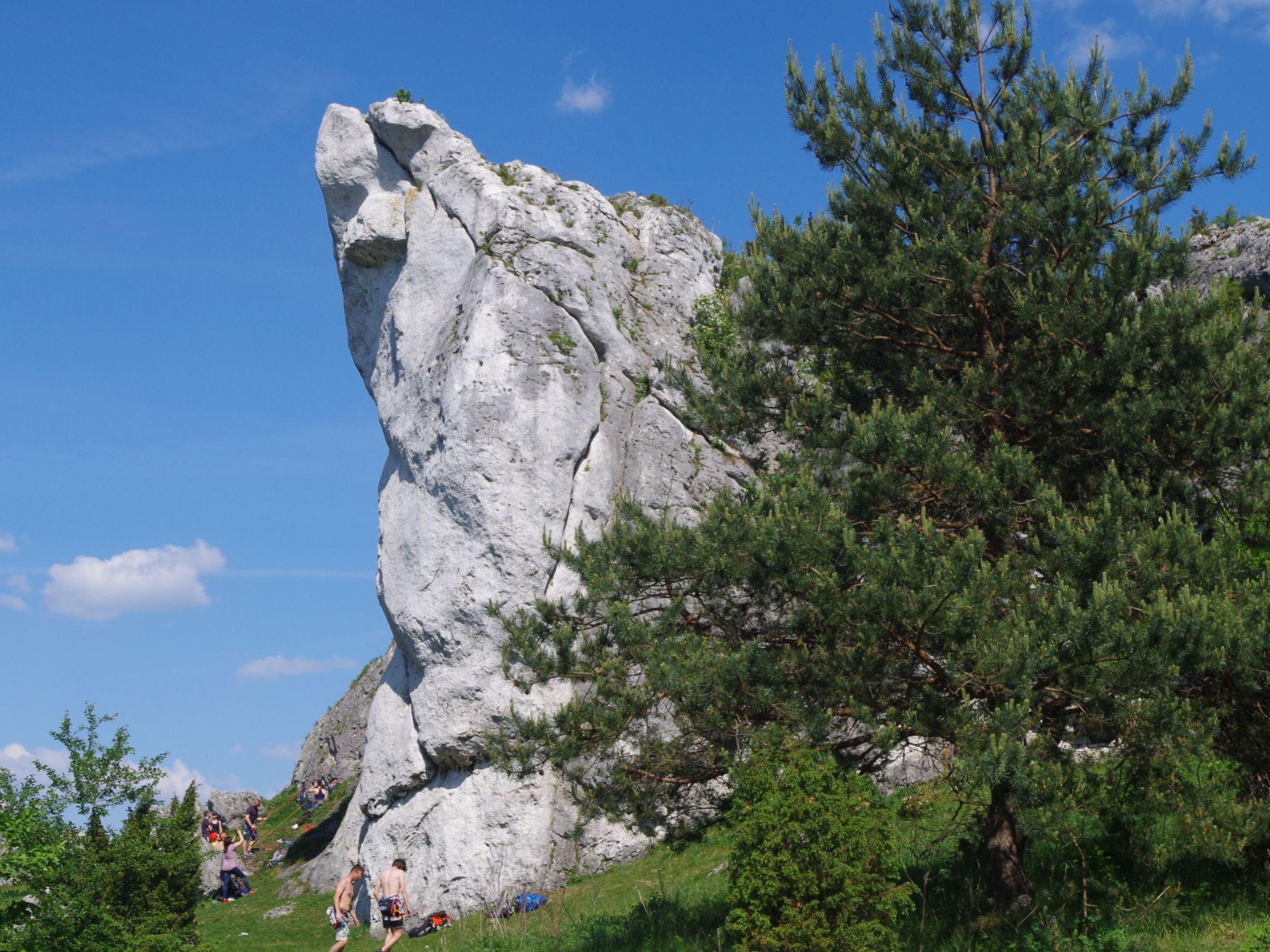
Dziewica w grupie Skał Olsztyńskich